# Чичагова, Мария Николаевна
Мари́я Никола́евна Чича́гова (урождённая Зварковская; 1819 — 17 [29] ноября 1894, Санкт-Петербург) — русская писательница, журналистка и музыкант.

## Биография
Чичагова родилась в 1819 году. Была дочерью генерал-лейтенанта Николая Акимовича и Александры Фёдоровны (урождённой фон Шрейдер) Зварковских. Была известна как талантливая музыкантша. Играла на фортепиано. В своё время, по сообщению П. В. Быкова, ― Чичагова была «любимейшей ученицей» А. Л. Гензельта. В дальнейшем в Санкт-Петербурге ею был основан музыкальный «Кружок гензелисток».
В 1850—1860-х годах в различных изданиях Чичагова публиковала статьи и корреспонденции. Будучи замужем за генерал-майором М. Н. Чичаговым, назначенным в 1866 году в Калуге приставом пленённого за 2 года до того имама Шамиля, как и её муж сблизилась с его семьёй. По словам самой Чичаговой, — последний «полюбил искренно всю нашу семью». Основываясь на отрывочных статьях из периодических изданий («Кавказский календарь», «Военный сборник», «Русский инвалид», «Московские ведомости», «Кавказский сборник» и др.), а также со слов самого Шамиля, его жён и детей Чичагова написала биографию и характеристику Шамиля, которая была помещена в её книге, изданной в 1889 году под названием «Шамиль на Кавказе и в России».
Проживала Чичагова в Санкт-Петербурге (Колокольная улица, 3 [91]). Умерла там же 17 (29) ноября 1894 года. Была похоронена рядом с мужем (ум. 1866) на Смоленском православном кладбище в Санкт-Петербурге.

## Семья

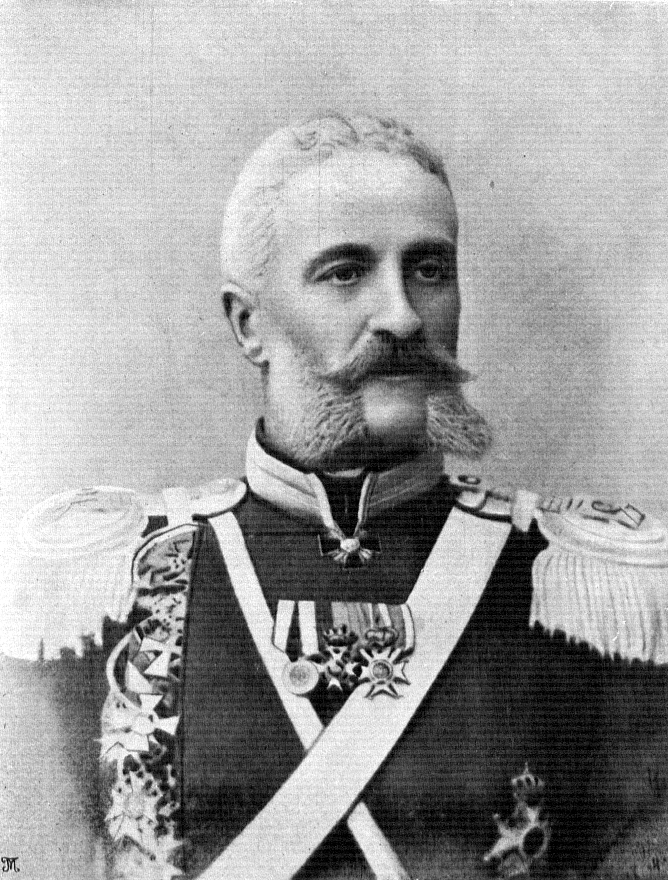
Николай

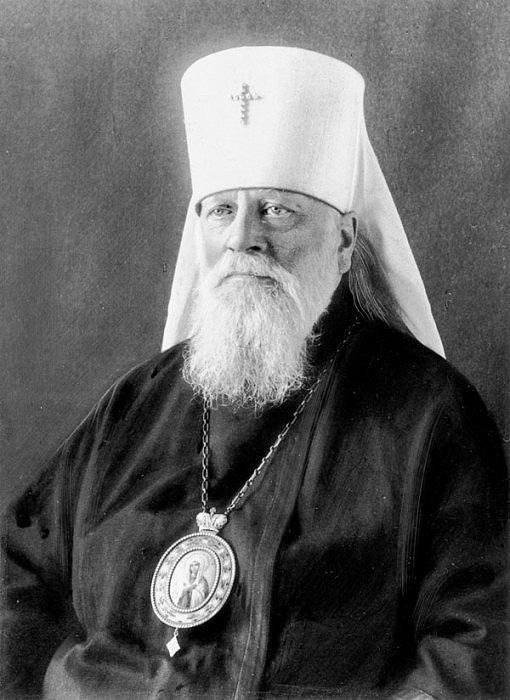